# Beltejar
Beltejar es una localidad española del municipio de Medinaceli, perteneciente a la provincia de Soria, en la comunidad autónoma de Castilla y León.

## Geografía
Está localizada a 41°13′22″ latitud norte, 2°27′57″ longitud oeste y una altura de unos 1095 m sobre el nivel del mar y está situado en las faldas de una pequeña colina. Aunque en el pasado constituía un municipio independiente, actualmente forma parte de Medinaceli.  Pertenece al partido judicial de Almazán y a la comarca de Arcos de Jalón.

## Historia
A mediados del siglo XIX, el lugar, por entonces con ayuntamiento propio, contaba con una población censada de 288 habitantes. La localidad aparece descrita en el cuarto volumen del Diccionario geográfico-estadístico-histórico de España y sus posesiones de Ultramar de Pascual Madoz de la siguiente manera:

BELTEJAR: l. con ayunt. de la prov. de Soria, (12 leg.), part. jud. de Medinaceli (1 1/4), aud. territ. y c. g. de Burgos (35), dióc. de Sigüenza (4 1/4.). Sit. á la falda de un pequeño cerro, y batido por los vientos N., E. y O. Su clima es frio y se padecen con alguna frecuencia fiebres intermitentes: tiene 71 casas de inferior construccion: la municipal que sirve de cárcel y escuela de instruccion primaria, á la que concurren 31 alumnos de ambos sexos, bajo la direccion del sacristan y secret. de ayunt., que percibe por los tres cargos 42 fan. de trigo, por reparto vec.; y una igl. parr. (la Asuncion) servida por un cura y un capellan. Confina el térm. N. Alcubilla de las Peñas y Radona; E. Blocona; S. Medinadeli, y O. Yelo y Miño; dentro de él se encuentra una fuente que sirve para el surtido del vecindario; un monte poblado de encinas, robles y otros arbustos, de 600 fan. de cabida, y el desp. de la Munegra, en el que se ven ruinas de edificios, y su térm. que en la actualidad corresponde al conde de Cifuentes, se conserva deslindado: el terreno es de buena calidad y abunda en pastos: sus caminos son locales, de herradura y no muy buenos, particularmente en tiempos lluviosos: recibe y despacha el correo por la estafeta de Medinaceli. prod. trigo, centeno, cebada, avena, judias, garbanzos, yeros, patatas, cáñamo, esquisitos nabos, hortalizas y yerba; cria ganado lanar, de cerda, vacuno, caballar, mular y asnal; hay bastantes aves domésticas y caza de perdices, conejos y liebres. comercio esportacion de los frutos sobrantes á Almazán, Medinaceli y Sigüenza. pobl. 70 vec., 288 alm. cap. prod. 129,948 rs. 16 mrs. imp. 57,475 y 30 mrs. contr. por todos conceptos 6,270 rs. y 21 mrs.: presupuesto municipal, 1,384 rs., se cubre con los prod. de propios y arbitrios, los de la rastrogera y reparto vecinal en caso de déficit.
(Madoz, 1846, p. 151)

El municipio de Beltejar desapareció en 1969, al fusionarse con los de Medinaceli, Benamira, Esteras de Medina, Blocona y Fuencaliente de Medina.

## Demografía
| Gráfica de evolución demográfica de Beltéjar entre 1842 y 1960 |
| |
| Población de derecho según los censos de población del INE Población de hecho según los censos de población del INEEntre el censo de 1970 y el anterior, este municipio desaparece porque se integra en el municipio 42113 (Medinaceli) |

Según el censo del INE de 2008, cuenta con 43 habitantes.

## Patrimonio

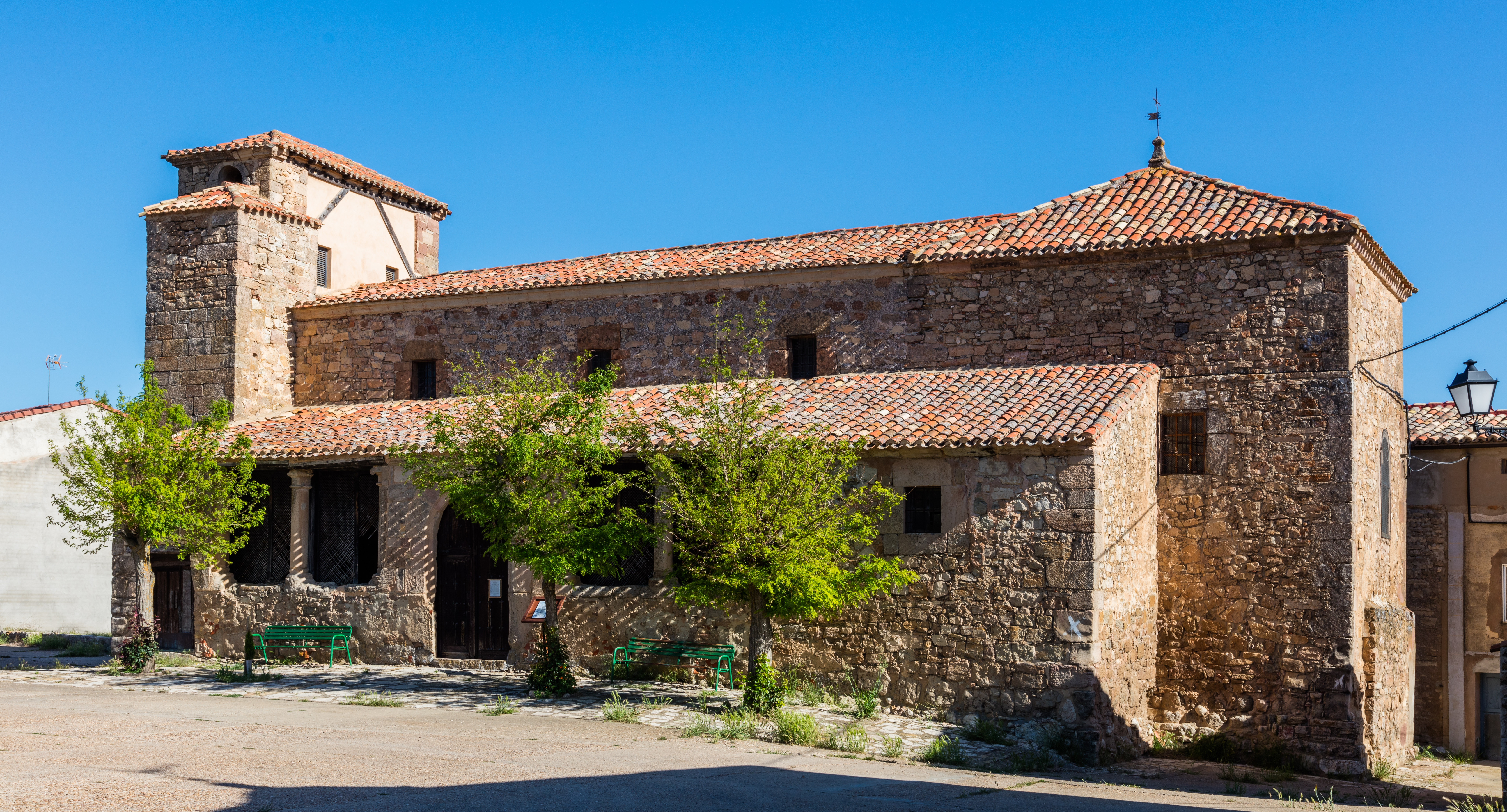
Iglesia de la Asunción

Entre su patrimonio se encuentra la iglesia de Nuestra Señora de la Asunción, declarada en 2012 bien de interés cultural con categoría de monumento y que data de 1752. En el término de la localidad también se encuentran dos ermitas, la de San Cristóbal del Alto del Anillo y la de San Cristóbal del Cerro del Santo. Por el oeste del término discurre una Cañada Real.

## Festividades
El 13 de junio se celebra San Antonio y las fiestas de verano se organizan el primer fin de semana de agosto.